# Rechnisaurus cristarhynchus
Rechnisaurus cristarhynchus è un terapside estinto, appartenente ai dicinodonti. Visse nel Triassico medio (Anisico, circa 247 - 242 milioni di anni fa) e i suoi resti fossili sono stati ritrovati in Asia e in Africa.

## Descrizione
Questo animale era di grandi dimensioni, se rapportato agli altri dicinodonti. Il solo cranio era lungo tra i 40 e i 65 centimetri, e si suppone che un esemplare adulto potesse superare i tre metri di lunghezza. Rechnisaurus era dotato di un cranio che si assottigliava anteriormente, partendo da una regione posteriore particolarmente ampia; il muso era stretto e smussato. Era presente una cresta mediana sulle premascelle e le ossa nasali. Dalla mascella si protendevano due enormi processi caniniformi, rigonfi lateralmente e diretti anteroventralmente. I processi caniniformi erano dotati di rugosità e portavano due denti caniniformi robusti. La barra intertemporale era piuttosto stretta e concava trasversalmente. La cresta parietale era piuttosto alta e conferiva alla parte posteriore del cranio un aspetto quasi verticale. 

## Classificazione
Rechnisaurus era un rappresentante dei kannemeyeriiformi, il gruppo più derivato tra i dicinodonti. Analisi cladistiche compiute nel 2013 indicano che Rechnisaurus era un membro di un clade composto anche da Uralokannemeyeria e da Dolichuranus (Kammerer et al., 2013). 
Rechnisaurus venne descritto per la prima volta nel 1970 da Chowdhury, sulla base di resti fossili ritrovati in India nei pressi del villaggio di Rechni, nella valle di Pranhita-Godavari (Andhra Pradesh), nella formazione Yerrapalli. Altri fossili ritrovati in Tanzania, nei pressi di Ruvuma, sono stati attribuiti alla stessa specie, e testimonierebbero la notevole distribuzione geografica di questo animale.